# إرنست كار
إرنست كار (بالإنجليزية: Ernest Carr)‏ هو صحفي ورئيس تحرير صحيفة وسياسي أسترالي، ولد في 28 سبتمبر 1875 في دوبو في أستراليا، وتوفي في 17 سبتمبر 1956 في أستراليا. حزبياً، نشط في حزب العمال الأسترالي. وقد انتخب عضو الجمعية التشريعية نيو ساوث ويلز عن دائرة Electoral district of Cumberland (New South Wales) ‏ (20 مارس 1920 – 17 فبراير 1922) وانتخب عضو مجلس النواب الأسترالي عن دائرة Division of Macquarie ‏ (12 ديسمبر 1906 – 5 مايو 1917).